# Ňagov
Ňagov (in tedesco Niagow, in ungherese Nyágó, in ruteno Njagiv) è un comune della Slovacchia facente parte del distretto di Medzilaborce, nella regione di Prešov.
Fu menzionato per la prima volta in un documento storico nel 1557 quale possedimento della Signoria di Humenné. Nel XVIII secolo passò ai conti Soós.